# 桑株达坂
桑株达坂，海拔5,364（17,598英尺） ，是中国新疆和田地区皮山县昆仑山脉的一座历史山口。在以前，这是拉达克和塔里木盆地之间最常见的夏季商队路线。近年来，除了被当地人使用外，它也成为了中国徒步旅行者的徒步路线。

## 驮马古道
从历史上看，从印度北部到塔里木盆地的主要路线穿过拉达克的Nubra河谷，穿过冰雪覆盖的Sasser Pass (5,411或17,753英尺) 和更高的喀喇昆仑山口 (5,540或18,180英尺)，经过相对容易Suget Pass (36°09′33″N 78°00′32″E / 36.15917°N 78.00889°E) 到赛图拉镇的中转站。夏季时，商队通常从那里向北穿过桑株达坂，到达桑株镇。
桑株镇往北到达塔里木盆地的皮山县固玛镇 (Guma)，往西北可到达叶城县喀格勒克镇 (Karghalik) 和莎车县，往东北到达和田市 (古于阗国)。
桑株镇往西北经叶城县洛克乡博热村(Bora) ，在博热村可与穿过巴萨勒格达坂 (Kilian Pass) 的克里阳 (Kilian) 古道路线会合。往西北到叶城县喀格勒克镇 ，在喀格勒克镇可与经柯克亚乡 (Kugiar) 的库地古道(叶尔羌古道)和经Kilik Pass (36°40′13″N 77°38′45″E / 36.67028°N 77.64583°E) （不要与从罕萨河谷往北的基里克达坂混淆）路线会合。
从赛图拉镇到塔里木盆地，旅行者可以选择三个达坂，由西而东分别是Kilik Pass (36°40′13″N 77°38′45″E / 36.67028°N 77.64583°E)、 巴萨勒格达坂 (Kilian Pass) 和桑株达坂。但在 19 世纪，商队通常的路线是穿过桑株达坂。
Kilik Pass 以前经常被在莎车县的巴尔蒂人使用，并且在每次中转阶段都可提供大量的饲料和燃料。据说这是最简单、最短的路线。由于在赛图拉镇下游约 14（8.7英里）处的吐日苏河(Toghra Su)洪水泛滥，商队也经常在炎热的天气中长时间无法进入。
巴萨勒格达坂(Kilian Pass)比桑株达坂要高，对于满载马匹的马来说也不切实际，但并没有那么难穿过。但是达坂的山顶总是被冰雪覆盖，对于满载的小马来说是不可行的——必须使用牦牛。商队走这条路到克里阳乡的时候，和商队走桑株达坂往叶城县喀格勒克镇(Karghalik) ，已经到达了叶城县洛克乡博热村(Bora)了。
1878年清朝平息了同治陕甘回乱后，重新控制昆仑山脉下的喀拉喀什河河谷，至此一直被认为是新疆的一部。 中国新藏公路，从塔里木盆地的叶城县向南穿过赛图拉镇，穿过阿克赛钦地区，进入西藏自治区西北部。

## 脚注
1. ↑  王铁男.  [Through the Sanju Trail — Over the Sanju Pass]. Sohu Blog. 2010-03-15  [2017-02-01] （中文）.
2. ↑  Hill (2009), pp. 200-203, 208.
3. ↑  Hill (2009), p. 200.
4. ↑  Forsyth (1875), p. 245.
5. ↑  Forsyth (1875), pp. 244-245.
6. ↑  Millward (2007), p. 130.
7. ↑  Stanton, Edward. (1908) Atlas of the Chinese Empire. Prepared for the China Inland Mission. Morgan & Scott, Ltd. London. Map. No. 19 Sinkiang.
8. ↑  National Geographic Atlas of China, p. 28. (2008). National Geographic Society, Washington, D.C.